# Liu Huixia
Liu Huixia (30 novembre 1997) è una tuffatrice cinese, vincitrice di una medaglia d'oro ai Giochi olimpici di Rio de Janeiro 2016.

## Palmarès
- Giochi olimpici

Rio de Janeiro 2016: oro nel sincro 10m.
- Campionati mondiali

Barcellona 2013: oro nel sincro 10m
Kazan 2015: oro nel sincro 10m
- Coppa del Mondo di tuffi

Shanghai 2014: oro nel sincro 10m e argento nella piattaforma 10m
Rio de Janeiro 2016: oro nel sincro 10m
- Giochi Asiatici

Incheon 2014: oro nel sincro 10m

## Riconoscimento
- Atleta dell'anno FINA: 2014